# Сіденко Василь Максимович
Василь Максимович Сіденко (22 вересня 1929, село Халимонове, тепер Бахмацького району Чернігівської області — 16 березня 1987, село Халимонове Бахмацького району Чернігівської області) — український радянський діяч, голова колгоспу імені Ватутіна Бахмацького району Чернігівської області. Герой Соціалістичної Праці (8.04.1971)

## Біографія
Народився в селянській родині. Трудову діяльність розпочав у 1947 році бригадиром рільничої бригади колгоспу села Халимонове Бахмацького району Чернігівської області.
У 1949 році закінчив Чернігівську сільськогосподарську школу.
У 1949—1950 роках — голова колгоспу «Побудова соціалізму» села Варварівки Бахмацького району Чернігівської області. У 1950 році — заступник голови колгоспу імені Ватутіна села Халимонове Бахмацького району Чернігівської області.
Член ВКП(б) з 1950 року.
У 1950—1952 роках — служба в Радянській армії.
У 1952 — січні 1953 року — інструктор сільськогосподарського відділу Бахмацького районного комітету КПУ Чернігівської області.
У січні 1953 — 16 березня 1987 року — голова колгоспу імені Ватутіна села Халимонове Бахмацького району Чернігівської області.
Закінчив заочно Українську сільськогосподарську академію в Києві.

## Нагороди
- Герой Соціалістичної Праці (8.04.1971)
- орден Леніна (8.04.1971)
- два ордени Трудового Червоного Прапора
- медалі